# Necrophylus arenarius
Necrophylus arenarius är en insektsart som beskrevs av Roux 1833. Necrophylus arenarius ingår i släktet Necrophylus och familjen Nemopteridae. Inga underarter finns listade i Catalogue of Life.